# Marion Großklaus-Seidel
Marion Großklaus-Seidel (* 1957) ist eine deutsche Pfarrerin, Pädagogin, Hochschullehrerin und Hochschulpräsidentin.

## Leben und Wirken
Marion Großklaus-Seidel studierte von 1979 bis 1985 Evangelische Theologie und Pädagogik an der Ruhr-Universität Bochum und der Kirchlichen Hochschule Wuppertal. Von 1985 bis 1990 war sie wissenschaftliche Mitarbeiterin am Lehrstuhl für Internationale Erwachsenenbildung an der Ruhr-Universität Bochum. Von 1991 bis 1993 war Großklaus-Seidel als Vikarin in der Evangelischen Kirche von Westfalen und als Lehrbeauftragte am Lehrstuhl für Christliche Gesellschaftslehre tätig. Von 1993 bis 1995 war sie Pastorin im Kirchlichen Dienst der Polizei und Ethikdozentin an der Polizei-Führungsakademie in Münster-Hiltrup. Aufgrund der Dissertation Der Einfluss evangelischer Erwachsenenbildung am Beispiel der Maßnahmen zur Arbeitslosigkeit am Ende des 19. Jahrhunderts wurde sie zur Dr. theol. promoviert.
Seit dem Jahr 1995 ist Großklaus-Seidel Professorin für Ethik und Erwachsenenbildung an der Evangelischen Hochschule Darmstadt (EHD).
Von 2014 bis 2019 war sie Präsidentin der EHD.
Sie lehrt und forscht vor allem auf dem Gebiet der Palliative Care.

## Varia
Marion Großklaus-Seidel war circa acht Jahre lang Vorsitzende der Ethik-Kommission der Deutschen Gesellschaft für Pflegewissenschaft.
Sie ist Mitglied des Großen Konvents der Schader-Stiftung.

## Veröffentlichungen (Auswahl)
- Ethik im Pflegealltag, Kohlhammer-Verlag, Stuttgart 2002, ISBN 978-3-17-016075-0